# Arepera
Arepera ou Arepería é um lugar ou estabelecimento comercial tradicional de Venezuela destinado à venda de arepas como prato principal. As areperas representam a forma de comida rápida tradicional de Venezuela.
As areperas dispõem para o consumo dos comensais que visitam o lugar uma variada gama de batidos de frutas, merengadas e refrigerantes gasosos para acompanhar o consumo das arepas. 
Também dispõem de outros pratinhos crioulos, fervidos e sobremesas.Um dos tipos de arepa mais popular que se vende numa arepera é a "Reina Pepeada", a qual se serve recheada com uma salada de galinha e abacate com mayonesa. Além da Rainha Pepeada, existem numerosas formas de servir a arepa a maioria das quais não é comum prepará-las em casa.